# 石川槙人
石川 槙人（いしかわ まきと、2002年10月6日 - ）は、ジャパンラグビーリーグワンの埼玉パナソニックワイルドナイツに所属するラグビーユニオン選手。

## 来歴
日本航空高等学校石川に入学。2019年、U17北信越として第15回KOBELCO CUP（全国高等学校合同チームラグビーフットボール大会）に出場。
2021年、東洋大学に入る。
大学4年の2025年1月、アーリーエントリーで埼玉パナソニックワイルドナイツに加入した。同年3月、東洋大学卒業。